# Jacques Aliamet
Jean Jacques Aliamet, né à Abbeville le 30 novembre 1726 et mort à Paris le 29 mai 1788, est un graveur et un marchand d'estampes français.
Son demi-frère, François-Germain Aliamet (1734-1790), est également graveur.

## Vie civile
Jacques Aliamet nait à Abbeville dans la paroisse Saint-Gilles le 30 novembre 1726. Il est le deuxième enfant, sur 6 ou 8, du premier mariage de H.-Antoine Aliamet, marchand à Abbeville avec Marie-Jeanne-Françoise Mathieu. Antoine Aliamet sera élu 2e juge conseil à Abbeville en 1735 et meurt en 1747. La famille est membre de la haute bourgeoisie.
Le 12 août 1748 (date plus probable que celle de 1740), peu de temps après s'être établi, Jacques Aliamet épouse Marie-Madeleine Hénocq (fille de Jean-Charles et Marie Madeleine Hecquet), nièce d'un de ses maîtres Robert Hecquet. Cinq enfants naîtront de ce mariage.
Il est le demi-frère de François-Germain Aliamet graveur au burin.
Il meurt à Paris le 29 mai 1788, à l'âge de 61 ans.

## Carrière artistique
Très jeune, il manifeste un grand goût et des dispositions pour le dessin. Ses parents lui donnent, à l'âge de 15 ans, pour maître un artiste abbevillois Philippe-Augustin Lefèvre, graveur en taille-douce.
Après dix-huit mois, celui-ci l'emmène à Paris où il le recommande à un autre abbevillois Robert Hecquet graveur et marchand d'estampes, éditeur, auteur de catalogues et de ce fait en rapports suivis avec de nombreux artistes. Celui-ci dirigea rapidement Jacques Aliamet dans  l'atelier de Jacques-Philippe Le Bas où le jeune artiste termina ses classes. Il en devint un des meilleurs élèves.
Jacques Aliamet y resta deux ou trois ans puis alla travailler uniquement le dessin pendant six mois chez Carle Van Loo (Charles André van Loo), alors directeur de l'Académie royale de peinture et de sculpture.
Jacques Aliamet s'installe ensuite à son propre compte.
Admis à l'Académie royale en 1763, (selon Emile Delignières, il n'y fut que agréé et non membre mais cela lui permit de prendre le titre de « graveur du roi »)  Jacques Aliamet perfectionna l'art de graver à la pointe sèche, et pratiqua l'eau-forte.
Il devint quelques années plus tard membre de l'Académie impériale de Vienne dont le brevet entrainait le titre de graveur de L.L. M.M. Impériales et Royales.
Il forma les graveurs De Ghendt, Jacques Couché et Charles-François-Adrien Macret.
Il fut éditeur et marchand d'estampes, entre 1764 et 1771, rue des Mathurins, vis-à-vis de la rue des Macons.
Le portrait de Jacques Aliamet figure dans les pages de garde de l'ouvrage d'Emile Delignières, il est conservé au Musée d'Abbeville.

## Œuvres
Jacques Aliamet fut considéré comme un des plus célèbres et des plus brillants graveurs de son temps . Ses eaux-fortes, ses gravures au burin sont remarquables par la sûreté du dessin et l'harmonie des tons. Selon le Bénézit « son burin est d'une remarquable sûreté et sa pointe tout autant remarquable ».
Ses premières estampes semblent dater de 1750. Il illustre des scènes de la vie quotidienne d'après les peintres Flamands et Hollandais. Il est connu dès 1751, son nom figure dans le Mercure de France dès 1750. En 1755 il est qualifié dans la même revue de célèbre graveur.
On a de lui plusieurs estampes d'après Nicolaes Berchem, Philips Wouwerman[réf. souhaitée] et Claude Joseph Vernet.
Il a surtout gravé des paysages avec personnages, notamment en interprétant des œuvres de Joseph Vernet.
Jacques Aliamet a gravé de nombreuses estampes et plus de cent trente vignettes réparties dans trente cinq ouvrages différents, certains en plusieurs volumes. Ces vignettes furent exécutées notamment d'après Charles Eisen, Hubert-François Gravelot, Jean-Baptiste Oudry. Parmi ces vignettes peuvent également être citées celles destinées à une édition des Fables de La Fontaine ou encore l'édition des Contes de La Fontaine de 1762, dite des fermiers généraux.
Il a par ailleurs participé à nombre d'entreprises en tant que collaborateur, directeur, éditeur.
Les estampes sont le plus souvent dédiées à des personnages de marque dont les armoiries sont gravées au milieu du titre.
Jacques Aliamet a participé notamment à la collection des Batailles de la Chine effectuées à la demande de l'Empereur de Chine, Qianlong (Les Conquêtes de l'empereur de la Chine).
Il a régulièrement exposé des œuvres au Salon de peinture et de sculpture :
- en 1765, Les Italiennes laborieuses - L'incendie nocturne, d'après Joseph Vernet; Le four à briques - La rencontre des deux villageoises, d'après Berchem.
- en 1767, Ancien port de Gênes, d'après Berchem.
- en 1771, Le soir et la nuit, faisant partie des Quatre heures du jour, d'après Vernet.
- en 1773, La bergère prévoyante, d'après François Boucher.
- en 1777, Le rachat de l'esclave, d'après Berchem.
- en 1779, Rivage près de Tivoli, d'après Vernet.
- en 1781, Une chasse dans la forêt, d'après Berchem.
- en 1787, Le massacre des innocents, d'après Charles Le Brun- 3e et 4e vue de Saverne, d'après Brandt.

Peuvent encore être citées parmi ses meilleures œuvres :
- Les vues du Levant - Le temps de brouillard - Le temps orageux, d'après Vernet.
- Une garde avancée de hulans - Halte espagnole, d'après Wouverman.
- Le lever de lune, d'après Aernout van der Neer.
- La place des halles - La place Maubert, d'après Étienne Jeaurat.

Son estampe qui passa le plus souvent dans les ventes et qui atteignit les meilleurs prix demeure la Philosophie endormie, d'après Jean-Baptiste Greuze.
Jacques Aliamet signait ses ouvrages : Aliamet - Jac. Aliamet - J. Aliamet - Aliamet J. d'.
Le catalogue complet de ses œuvres avec analyse figure dans l'ouvrage d'Emile Delignières.